# مکس (سیگار)
مکس  (به انگلیسی: Max) یک برند سیگار ایجاد شده در ایالات متحده آمریکا است؛ مالک فعلی این برند شرکت تنباکوی لوریلارد است. این برند در سال ۱۹۷۵ پایه‌گذاری گردید.
تولید سیگارهای این برند از سال 2010 متوقف شده‌است.